# Alelo nulo
En genética clásica, un alelo nulo es un tipo de alelo conducente a la ausencia de un determinado fenotipo, en oposición al producido por el alelo silvestre de la misma serie alélica. El fundamento molecular de dicha incapacidad de generar el fenotipo suele ser la ausencia de un producto génico normal, ya sea por la falta de expresión génica de ese alelo o por alguna mutación en su secuencia que lo incapacite para desempeñar su función biológica. De este modo, la posesión de un alelo nulo en homocigosis es indistinguible de la deleción absoluta del locus en el cromosoma.